# Agallia sinica
Agallia sinica är en insektsart som beskrevs av Jacobi 1944. Agallia sinica ingår i släktet Agallia och familjen dvärgstritar. Inga underarter finns listade i Catalogue of Life.